# Rodolfo Pizarro
Rodolfo Gilbert Pizarro Thomas (Tampico, 1994. február 15. –) mexikói válogatott labdarúgó, az AÉK játékosa. A Pachuca csapatával egyszeres (2016 Clausura), a Guadalajarával szintén egyszeres (2017 Clausura) mexikói bajnok.

## Pályafutása

### Klubcsapatokban
A mexikói első osztályban 2013. február 2-án lépett először pályára a Pachuca színeiben, azóta is ott játszik. A 2014-es Clausura bajnokságban ezüstérmet, míg a 2016-os Clausurában bajnoki címet szerzett.
2023. július 17-én a görög AÉK 2+1 éves szerződést kötött vele.

### A válogatottban
A felnőtt válogatottban először 19 évesen, 2014. január 29-én lépett pályára egy Dél-Korea elleni barátságos mérkőzésen, majd további barátságosokon is szerepet kapott. 2015-ben nem játszott a válogatottban, de 2016-ban ismét a nemzeti csapat tagja lett, a 2018-as világbajnokság selejtezőjén is szerepelt.
2016-ban bekerült a Rio de Janeiró-i olimpián szereplő válogatottba is.

#### Mérkőzései a válogatottban
| Mexikó | Mexikó              | Mexikó                                        | Mexikó           | Mexikó   | Mexikó              | Mexikó                          | Mexikó | Mexikó  |
| #      | Dátum               | Helyszín                                      | Hazai            | Eredmény | Vendég              | Kiírás                          | Gólok  | Esemény |
| ------ | ------------------- | --------------------------------------------- | ---------------- | -------- | ------------------- | ------------------------------- | ------ | ------- |
| 1.     | 2014. január 29.    | San Antonio, Alamodome                        | Mexikó           | 4 – 0    | Dél-Korea           | barátságos                      | 0      |         |
| 2.     | 2014. szeptember 9. | Commerce City, Dick's Sporting Goods Park     | Mexikó           | 1 – 0    | Bolívia             | barátságos                      | 0      | 78'     |
| 3.     | 2014. október 9.    | Tuxtla Gutiérrez, Estadio Víctor Manuel Reyna | Mexikó           | 2 – 0    | Honduras            | barátságos                      | 0      | 80'     |
| 4.     | 2014. október 12.   | Santiago de Querétaro, Estadio Corregidora    | Mexikó           | 1 – 0    | Panama              | barátságos                      | 0      | 58'     |
| 5.     | 2016. február 10.   | Miami, Marlins Park                           | Mexikó           | 2 – 0    | Szenegál            | barátságos                      | 1      | 46' 87' |
| 6.     | 2016. március 29.   | Mexikóváros, Estadio Azteca                   | Mexikó           | 2 – 0    | Kanada              | vb-selejtező                    | 0      | 61'     |
| 7.     | 2017. június 28.    | Houston, NRG Stadium                          | Mexikó           | 1 – 0    | Ghána               | barátságos                      | 0      | 52' 90' |
| 8.     | 2017. július 1.     | Seattle, CenturyLink Field                    | Mexikó           | 2 – 1    | Paraguay            | barátságos                      | 1      | 19' 92' |
| 9.     | 2017. július 9.     | San Diego, Qualcomm Stadium                   | Mexikó           | 3 – 1    | Salvador            | CONCACAF-aranykupa, csoportkör  | 0      |         |
| 10.    | 2017. július 13.    | Denver, Sports Authority Field                | Mexikó           | 0 – 0    | Jamaica             | CONCACAF-aranykupa, csoportkör  | 0      | 46'     |
| 11.    | 2017. július 20.    | Glendale, University of Phoenix Stadium       | Mexikó           | 1 – 0    | Honduras            | CONCACAF-aranykupa, negyeddöntő | 1      | 4' 91'  |
| 12.    | 2017. július 23.    | Pasadena, Rose Bowl                           | Mexikó           | 0 – 1    | Jamaica             | CONCACAF-aranykupa, elődöntő    | 0      |         |
| 13.    | 2018. január 31.    | San Antonio, Alamodome                        | Mexikó           | 1 – 0    | Bosznia-Hercegovina | barátságos                      | 0      | 73'     |
| 14.    | 2018. március 23.   | Santa Clara, Levi’s Stadion                   | Mexikó           | 3 – 0    | Izland              | barátságos                      | 0      | 76'     |
| 15.    | 2018. március 27.   | Arlington, AT&T Stadion                       | Mexikó           | 0 – 1    | Horvátország        | barátságos                      | 0      | 46'     |
| 16.    | 2019. március 22.   | San Diego, SDCCU Stadium                      | Mexikó           | 3 – 1    | Chile               | barátságos                      | 0      | 57' 84' |
| 17.    | 2019. június 5.     | Atlanta, Mercedes-Benz Stadium                | Mexikó           | 3 – 1    | Venezuela           | barátságos                      | 1      | 54' 55' |
| 18.    | 2019. június 9.     | Arlington, AT&T Stadion                       | Mexikó           | 3 – 2    | Venezuela           | barátságos                      | 0      | 72'     |
| 19.    | 2019. június 23.    | Charlotte, Bank of America Stadium            | Martinique       | 2 – 3    | Mexikó              | CONCACAF-aranykupa, csoportkör  | 0      | 46'     |
| 20.    | 2019. június 29.    | Houston, NRG Stadium                          | Mexikó           | 1 – 1    | Costa Rica          | CONCACAF-aranykupa, negyeddöntő | 0      |         |
| 21.    | 2019. július 2.     | Glendale, State Farm Stadium                  | Haiti            | 0 – 1    | Mexikó              | CONCACAF-aranykupa, elődöntő    | 0      |         |
| 22.    | 2019. július 7.     | Chicago, Soldier Field                        | Mexikó           | 1 – 0    | Egyesült Államok    | CONCACAF-aranykupa, döntő       | 0      | 81'     |
| 23.    | 2019. október 15.   | Mexikóváros, Estadio Azteca                   | Mexikó           | 3 – 1    | Panama              | CONCACAF Nemzetek Ligája        | 1      | 92'     |
| 24.    | 2019. november 15.  | Panamaváros, Estadio Rommel Fernández         | Panama           | 0 – 3    | Mexikó              | CONCACAF Nemzetek Ligája        | 0      | 79'     |
| 25.    | 2019. november 19.  | Toluca de Lerdo, Estadio Nemesio Díez         | Mexikó           | 2 – 1    | Bermuda             | CONCACAF Nemzetek Ligája        | 0      | 63'     |
| 26.    | 2020. október 7.    | Amszterdam, Johan Cruijff Arena               | Hollandia        | 0 – 1    | Mexikó              | barátságos                      | 0      | 63'     |
| 27.    | 2020. október 13.   | Hága, Cars Jeans Stadion                      | Mexikó           | 2 – 2    | Algéria             | barátságos                      | 0      | 64'     |
| 28.    | 2020. november 14.  | Bécsújhely, Bécsújhelyi stadion               | Mexikó           | 3 – 2    | Dél-Korea           | barátságos                      | 0      | 83'     |
| 29.    | 2020. november 17.  | Grác, Merkur Arena                            | Japán            | 0 – 2    | Mexikó              | barátságos                      | 0      | 89'     |
| 30.    | 2021. március 27.   | Cardiff, Cardiff City Stadion                 | Wales            | 1 – 0    | Mexikó              | barátságos                      | 0      | 61'     |
| 31.    | 2021. március 30.   | Bécsújhely, Bécsújhelyi stadion               | Costa Rica       | 0 – 1    | Mexikó              | barátságos                      | 0      | 65'     |
| 32.    | 2021. július 24.    | Glendale, State Farm Stadion                  | Mexikó           | 3 – 0    | Honduras            | CONCACAF-aranykupa, negyeddöntő | 0      | 85'     |
| 33.    | 2021. július 29.    | Houston, NRG Stadion                          | Mexikó           | 2 – 1    | Kanada              | CONCACAF-aranykupa, elődöntő    | 0      | 78'     |
| 34.    | 2021. augusztus 1.  | Las Vegas, Allegiant Stadion                  | Egyesült Államok | 1 – 0    | Mexikó              | CONCACAF-aranykupa, döntő       | 0      | 76'     |
| 35.    | 2021. szeptember 8. | Panamaváros, Estadio Rommel Fernández         | Panama           | 1 – 1    | Mexikó              | vb-selejtező                    | 0      | 85'     |
| 36.    | 2022. május 28.     | Arlington, AT&T Stadion                       | Mexikó           | 2 – 1    | Nigéria             | barátságos                      | 0      | 66'     |
| 37.    | 2022. június 2.     | Glendale, State Farm Stadion                  | Mexikó           | 0 – 3    | Uruguay             | barátságos                      | 0      | 75'     |
| 38.    | 2022. június 11.    | Torreón, Estadio TSM Corona                   | Mexikó           | 3 – 0    | Suriname            | CONCACAF Nemzetek Ligája        | 0      | 62'     |
|        | Összesen            |                                               |                  | 38       | mérkőzés            |                                 | 5      | gól     |